# 赫爾曼·霍特
赫爾曼·霍特（德語：Hermann Hoth，1885年4月12日—1971年1月25日）旧译胡特，是第二次世界大戰的納粹德國大將，是著名的裝甲戰專家，於法國戰役、蘇德戰爭時指揮第4裝甲軍團參加德國對蘇聯全面作戰的巴巴羅薩作戰，及攻擊蘇聯首都莫斯科的「颱風作戰」及稍晚的1942年東戰場德意志國防軍戰鬥及代號「藍色行動」之對蘇的夏季攻勢並於1942年11月在史達林格勒攻防戰隸屬於被困在史達林格勒的德國第6軍團所指揮卻在代號為冬季風暴行動中拯救第6集團軍失敗，但成功掩護救出在敖德薩數十萬德軍即時逃出蘇聯紅軍包圍殲滅；之後霍特於1943年夏天派至庫爾斯克戰役進行戰鬥，戰役結束冬天改派至基輔作戰，1943年被希特勒解職。戰爭結束後因戰犯罪被囚禁6年。

## 戰前生平
他出生在勃蘭登堡省新鲁滨，是一位軍醫醫官之子；他於1903年加入德軍並參予了第一次世界大戰；戰後威瑪共和軍隊重建時留任於當時的德國國防軍，1935年德國軍備重建計畫時被希特勒賞識升遷為陸軍少將並派任德軍第18步兵師師長。

## 第二次世界大戰
大戰爆發他晉升中將並於1938年10月起起擔任德軍第15摩托化步兵師師長並參與1939年波蘭戰役，在1940年法國戰役作戰中表現良好，於同年7月19日晉升上將。  
在1941年對俄巴巴羅薩作戰，霍斯領導第3裝甲集團佔領俄國工業重鎮明斯克及維捷布斯克，也支援進攻莫斯科（主攻作戰則是另一位德軍坦克名將海因茨·古德里安，戰敗收場被希特勒憤怒降官級調返國）；同年10月他接替卡爾-海因利希·馮·史圖爾普納格上將領導第17軍團於烏克蘭作戰；不久他與第17軍團被調返俄羅斯，參與1942年初對俄攻擊戰。
1942年6月他接替里夏德·魯奧夫上將領導第4裝甲軍團在代號藍色行動中，德軍攻擊南俄羅斯，霍斯軍團甚至攻至頓河流域城市 沃羅涅日，接著霍特奉令轉進向南支援正在渡過頓河之第1裝甲軍團，兩大德軍裝甲軍團輔助第6軍團攻佔史達林格勒。 
1942年11月蘇軍發動代號為天王星行動的冬天反攻作戰，猛攻德軍補給線並開始包圍史達林格勒的德軍第6軍團，霍斯在代號冬季風暴行動擔起重責大任作戰救援被圍的第6軍團。指揮霍斯上級長官是曾經於法國戰役時任參謀長、舊時長官，德國陸軍元帥埃里希·馮·曼施坦因，可是這次救援作戰最後仍失敗，歸咎於蘇軍大批援軍湧向史達林格勒，而且天氣異常惡化冰冷導致德軍坦克難以發動延誤作戰，蘇軍再次切斷德軍補給線，終於被蘇軍奪回史達林格勒，第6軍團投降被俘。
1943年7月霍斯達到軍事生涯的巔峰：率領第4裝甲軍團反攻作戰，與蘇軍展開歷史上最大規模的坦克會戰「庫爾斯克戰役」；曼施坦因及霍特由南向北進攻，瓦爾特·莫德爾上將的德國第9軍團由北向南進攻，庫爾斯克戰役中德軍目的在以運動戰圍攻突出於德軍前線、蘇軍佔領的數萬平方公里梯形陣地：此時第4裝甲軍團加入生力軍助戰：有新式武器配備武裝親衛隊第2裝甲軍，因此得以突破蘇軍的防禦，但是在先前因為在普洛霍羅夫卡戰役中因耽誤整體作戰計劃進度，曼施坦因催促霍斯持續攻擊不可停止，但是在德軍第9軍團進攻庫爾斯克北方戰鬥失利，且盟軍此時已經登陸義大利西西里，德軍自此戰場抽調武裝親衛隊第2裝甲軍至義大利作戰，兵力不足導致原先德軍發動的庫爾斯克戰役草草結束，德軍自此起在俄羅斯戰事逐漸敗退不敵。
蘇軍在庫爾斯克戰役裡壓制了德軍的攻勢，隨即在第聶伯河戰役反攻，並於1943年8月蘇軍終於收復基輔，並將德軍趕出烏克蘭，希特勒卸除霍特軍團職務，調回德國，1943年11月霍特改調後備部隊訓練官。  
1945年4月霍斯再度被召回戰鬥崗位，擔任喀爾巴阡山脈防區司令官，直到1個月後德國投降。

## 戰後
戰爭結束後，霍特接受紐倫堡審判高級將帥庭戰犯罪，於1948年10月27日法庭宣判15年徒刑，他服刑至1954年提早釋放出獄，他隱居寫作，1971年逝世後葬於戈斯拉爾。

## 軍人獎勳章
- 佩劍霍亨索倫王室勳章
- 奧匈帝國軍人三級戰功鐵十字勳章
- 巴伐利亞軍人二級戰功鐵十字勳章
- 銀質坦克軍團徽章
- 保加利亞戰功勛章
- 土耳其作戰戰功鐵十字勳章
- 黑色布萊克戰傷勳章
- 鐵十字勳章一級與二級
- 橡葉及劍附加鐵十字勳章
  - 鐵十字勳章（1939年10月27日）
  - 25. 橡葉附加（1941年7月17日）
  - 35. 劍附加（1943年9月15日）

## 出版物
- . Militär-wissenschaftliche Mitteilungen. 1922, 2 (7). OCLC 602538332.
- . Heidelberg: Vowinckel. 1956. OCLC 73459162 （德语）.[2][3]
  - . 由M. N. Mel'nikova翻译. Moscow: Voennoe Izd. Ministerstva oborony Sojuza SSR. 1961 （俄语）.[2]
  - . 由Linden Lyons翻译. Havertown: Casemate Books. 2015. ISBN 978-1-61200-269-9 （英语）.[4]
  - . 由Yuan Zhu翻译. Beijing: Zhong guo chang an chu ban she. 2016. OCLC 1099444502 （中文）.
  - . 由Ōki Takeshi翻译. Tokyo: Sakuhinsha. 2017. OCLC 1099444502 （日语）.
- . Wehrkunde. 1958, 7 (2): 118–119.[5]
- . Wehrkunde. 1958, 7 (3): 127–130. ISSN 0043-213X.[6]
- . Wehrkunde. 1958, 7 (7): 367–377. ISSN 0043-213X.[7]
- . Wehrkunde. 1958, 7 (8): 459.[7]
- . Wehrkunde. 1959, 8 (7): 567–584.[7]
- . Wehrkunde. 1959, 8 (12).[7]